# Аргумент сновидіння

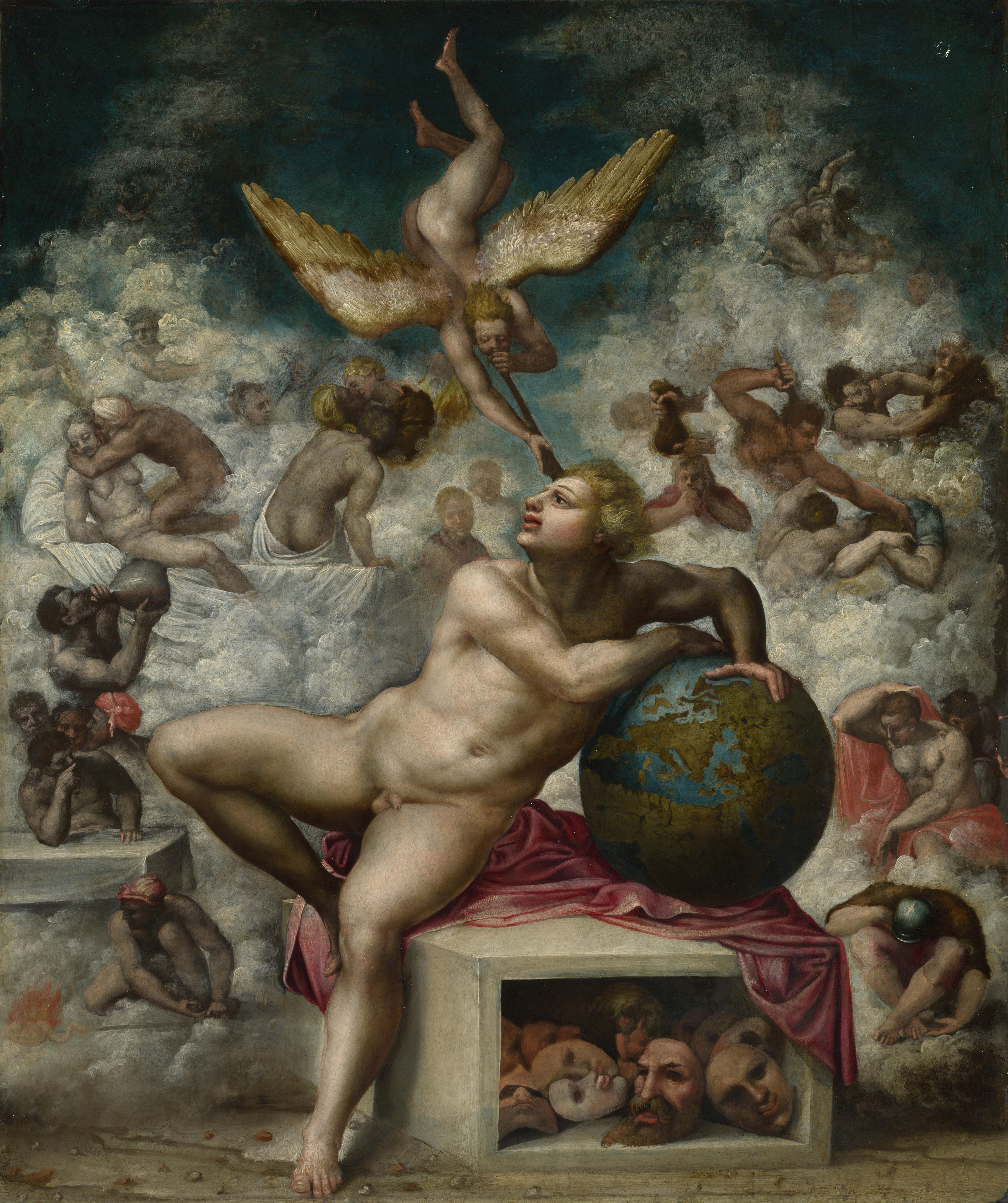
Сон людського життя, невідомого художника, за мотивами малюнка Мікеланджело Сон, бл. 1533 р

Аргумент сновидіння — це постулат про те, що акт сновидіння дає попередні докази того, що не слід повністю довіряти відчуттям, якими ми відрізняємо реальність від ілюзії, і тому будь-який стан, який залежить від наших відчуттів, слід принаймні дбайливо дослідити та ретельно перевірити, щоб визначити, чи насправді це є реальністю.
Коли людина бачить сон, вона зазвичай не усвідомлює, що вона мріє. У більш рідкісних випадках сон може міститися в іншому сні і усвідомлення того, що людина спить може бути лише частиною цього сну. Це змусило філософів задуматися, чи можна взагалі бути впевненим, у будь-який момент часу, що людина насправді не мріє та чи дійсно можливо, щоб людина могла залишатися у стані вічного сну і ніколи відчути реальність неспання взагалі. 
У західній філософії на цю головоломку посилалися Платон ( Теетет 369 року до н. е.), Аристотель ( Метафізика 4 століття до н. е.) та академічні скептики .  Більш за все Аргумент сновидіння відомий із «Міркувань про метод» Рене Декарта . Аргумент про сновидіння став однією з найпомітніших скептичних гіпотез . 

У східній філософії цей тип аргументу пояснюється у « парадоксі Чжуанцзи »:
Той, хто бачить у сні, як п'є вино, може заплакати, коли настане ранок; той, кому сниться плач, може вранці вийти на полювання. Коли людина бачить сон, вона не знає, що це сон, і у своєму сні навіть може спробувати розтлумачити його. Тільки прокинувшись, людина дізнається, що це був сон. І колись настане велике пробудження, коли ми всі дізнаємось, що це все величезний сон. Однак дурні вірять, що вони пробуджені, діловито й енергійно вважаючи, що розуміють речі, називаючи якусь людину правителем, ще якусь пастухом — які дурниці! Конфуцій і ви обоє марите! І коли я кажу, що ти бачиш сон, то я теж сплю. Такі слова будуть названі Найвищим Шахрайством. Але через десять тисяч поколінь може з’явитися великий мудрець, який зрозуміє їх значення, проте буде вважатись, ніби він з’явився дивовижною швидко. 
Філософ течії буддизму Йогачари - Васубандху (4-5 століття нашої ери) посилався на цей аргумент у своїх «Двадцяти віршах лише тільки про зовнішність».
Аргумент про сновидіння зайняв важливе місце у філософії Махаяни та тибетського буддизму . Деякі школи думки ( наприклад, Дзогчен ) вважають сприйняту реальність буквально несправжньою. Як зазначав Чогьял Намхай Норбу : «У реальному сенсі все, що ми бачимо протягом свого життя, схоже на великий сон. . . ."  У цьому контексті термін «все, що бачимо» позначає не тільки зорове сприйняття, а й все інше, що сприймається за допомогою наших органів чуття, включаючи звуки, запахи, смаки та тактильні відчуття, а також дії над сприйнятими нашою психікою об’єктами.

## Змодельована реальність
Сновидіння є плацдармом для тих, хто має сумніви з приводу того, чи може наша власна реальність бути ілюзією. Здатність розуму обманом повірити, що ментально створений світ є «реальним світом», означає, що принаймні один різновид змодельованої реальності є звичайністю для всіх людей, навіть якщо мова йде лише про нічну подію (сон). 
Ті, хто стверджує, що наш світ не змодельований, повинні визнавати, що розум — принаймні сплячий розум — не є повністю надійним механізмом для відрізнення реальності від ілюзії. 
|                | Те, що я вже встиг прийняти у своєму житті як найбільш істинне, прийшло до мене через мої відчуття. Але іноді я виявляв, що мої відчуття вводили мене в оману, отож нерозумно повністю довіряти тому, що обманювало нас хоч раз. |
| — Рене Декарт, | |

## Критичне обговорення
У минулому філософи Джон Локк і Томас Гоббс окремо намагалися спростувати важливість Декартового аргументу сновидіння. Локк стверджував, що не можливо відчувати біль уві сні. Різні наукові дослідження, проведені протягом останніх кількох десятиліть, надали докази проти твердження Локка, дійшовши висновку, що біль у снах можлива, але в дуже рідкісних випадках.  Філософ Бен Спрінгетт сказав, що Локк міг би відповісти на це, заявивши, що пекучій біль, який виникає ступивши у полум'я у реальному світі не можна порівняти із болем від вогню уві сні. Гоббс стверджував, що сни схильні до абсурду, а життя наяву — ні. 
Багато сучасних філософів намагалися детально спростувати скептицизм сновидінь (див., наприклад, Stone (1984)).  Ернест Соса (2007) присвятив цій темі розділ монографії, в якій описав нову теорію сновидіння і стверджував, що його теорія викликає новий аргумент для того скептицизму, який він намагався спростувати. У «Епістемології чесноти: влучна віра та рефлексивне знання » він стверджує: «у сновидіннях ми насправді не віримо у ту реальність, а лише прикидаємось». Джонатан Ічікава (2008), Натан Баллантайн та Ян Еванс (2010) запропонували критику рішення, яке навів Соса. Ічікава запевняв, що оскільки ми не можемо стверджувати, чи є наші переконання наяву справжніми переконаннями, а не вигадкою уяви, як уві сні, ми все ж таки не можемо бути впевненими у тому, чи ми наяву, чи це просто марення.
Норман Малькольм у своїй монографії «Сновидіння» (опублікованій у 1959 році) детально розглянув питання Вітгенштейна про те, чи дійсно має значення, чи люди, які розповідають сни, «справді мали ці образи під час сну, чи їм просто після пробудження здається що вони їх бачили». Він стверджує, що речення «Я сплю» є безглуздим формуванням слів; що сни не можуть існувати незалежно від відбитку, який вони справляють на реальність; і цей скептицизм, заснований на сновидіннях, «походить від сплутання переповідання справжніх минулих подій та подій уві сні» (стор. 120). У розділі: «Чи знаю я, що я наяву?» він стверджує, що ми не повинні говорити: «Я знаю, що я не сплю» просто тому, що було б абсурдно заперечувати чиєсь неспання.
Гіпотеза сновидіння також використовується для розробки інших філософських концепцій, таких як особистий горизонт Вальберга: для кого б цей світ був внутрішнім, якщо він є лише сном.

## Дивитися також
- Консенсусна реальність
- Помилкове пробудження
- Майя (ілюзія)
- Мультивсесвіт
- Змодельована реальність
- Соліпсизм

## Нотатки
1. ↑  Epictetus, Discourses Book I, Chapter 5, Section 6
2. ↑  莊子, 齊物論, 12. Zhuàngzi, "Discussion on making all things equal," 12. from Zhuàngzi, Burton Watson trans., Chuang Tzu (New York: Columbia University Press, 1996), 43. ISBN 978-0-231-10595-8
3. ↑  Joseph Barbera, Henry Moller, Dreaming, Virtual Reality, and Presence [Архівовано 21 квітня 2022 у Wayback Machine.].
4. ↑  Mazzoni, Giuliana A.L.; Loftus, Elizabeth F. (December 1996). When Dreams Become Reality. Consciousness and Cognition. 5 (4): 442—462. doi:10.1006/ccog.1996.0027. PMID 9063610.
5. ↑  René Descartes Meditations on First Philosophy.
6. ↑  Knoth, Inga Sophia; Schredl, Michael (23 травня 2011). Physical pain, mental pain and malaise in dreams. International Journal of Dream Research: 17—23. doi:10.11588/ijodr.2011.1.9074.
7. ↑  Dreaming, Philosophy of – Internet Encyclopedia of Philosophy. utm.edu. Архів оригіналу за 31 січня 2022. Процитовано 4 квітня 2022.
8. ↑  Stone, Jim (May 1984). Dreaming and certainty. Philosophical Studies. 45 (3): 353—368. doi:10.1007/BF00355443.